# متلازمة ميغز
متلازمة ميغز هي ثالوث من الاستسقاء، والانصباب الجنبي، وورم ليفي حميد بالمبيض. وهذه العلامات تزول بعد استئصال الورم. ولأسباب غير معروفة يكون الانصباب الجنبي عادة على الجانب الأيمن.
سميت متلازمة ميغز بهذا الاسم نسبة إلى طبيب النساء والتوليد الأمريكي جوي فنسنت ميغز (Joe Vincent Meigs).

## التشخيص التفريقي
يمكن أن تشبه هذه المتلازمة بعض الحالات الأخرى. إذ يمكن أن يتضمن التشخيص التفريقي لهذه المتلازمة فشل الكبد بسبب التشمع، كذلك فشل القلب الاحتقاني، وأمراض الكلى، والأورام النقيلية في سطح الصفاق، وهذه الحالات يجمعها وجود الاستسقاء، والانصباب الجنبي الرشحي. ولذلك عند تشخيص المتلازمة على الطبيب استبعاد جميع الحالات السابقة في البداية.

## العلاج
يتضمن علاج متلازمة ميجز عمليتي بزل الصدر، وبزل البطن لتصريف السوائل الزائدة (المرشحة) لخارج الجسم. كذلك يتضمن العلاج استئصال وحيد الجانب لقناة فالوب والمبيض أو يمكن عمل قطع اسفيني لتصحيح السبب الممرض.